# The Scribbler – Unzip Your Head
The Scribbler – Unzip Your Head ist ein US-amerikanischer Thriller aus dem Jahr 2014. Der Film basiert auf dem gleichnamigen Comicroman.

## Handlung
Suki leidet an einer Persönlichkeitsstörung. Die junge Frau kommt in den Juniper Tower, eine Übergangseinrichtung für psychisch Kranke, die nicht mehr stationär behandelt werden müssen, aber noch nicht ganz geheilt sind. Sie bekommt ein experimentelles Gerät, den „Siamese Burn“. Damit soll sie sich selbst behandeln und alle ihre zusätzlichen, pathologischen Persönlichkeiten vernichten.
Im Juniper Tower erneuert Suki ihre Beziehung zu Hogan, einem Mann, der möglicherweise seine Depressionen nur vortäuscht, damit er dort als „Hahn im Korb“ bleiben kann. Von anderen Mieterinnen erfährt sie, dass Hogan mit den meisten von ihnen geschlafen hat. Nacheinander werden die Frauen tot aufgefunden. Sie sollen sich selbst getötet haben.
Suki merkt schnell, dass sie tatsächlich ermordet wurden und fürchtet, dass eine ihrer zahlreichen Persönlichkeiten dafür verantwortlich sein könnte. Sie benutzt weiterhin das Gerät, doch es wurde stark modifiziert. Deshalb glaubt Suki, dass eine ihrer Persönlichkeiten die Verbrechen begangen hat. Sie versucht, das Gerät loszuwerden und verdächtigt den mysteriösen „Scribbler“, ein Wesen mit Superkräften, das mit ihr kommuniziert, indem es Botschaften rückwärts kritzelt.
Suki wird schließlich klar, dass der Scribbler ihr helfen will, die Morde aufzuklären. Sie nimmt ein Alter Ego an, um den wahren Mörder zu bekämpfen – Alice, eine entlaufene Geisteskranke, die sich im Juniper Tower versteckt hat. Nachdem der Scribbler Alice überwältigt hat, tötet sie sich selbst.
Später in der Nacht wird Suki von Detektiv Moss verhört, der sie für die Mörderin hält. Doktor Silk will herausfinden, was wirklich passiert ist. Während des Verhörs schafft Hogan eine Ablenkung und Suki nutzt die übernatürlichen Fähigkeiten des Scribblers, um zu entkommen.

## Produktion und Veröffentlichung
Im Mai 2012 wurde der Film in Los Angeles im Linda Vista Community Hospital gefilmt.
Die Premiere fand am Glasgow FrightFest im März 2014 statt. Der Film erschien am 21. Oktober 2014 auf DVD und Blu-ray.

## Rezeption
Der Filmkritiker Geoff Berkshire schrieb in der Variety, Katie Cassidys Leistung könne die Beschränkungen dieser „verworrenen und verwirrenden“ Billigverfilmung des Comics nicht überwinden, der wachsende Wunsch nach einer weiblichen Superheldin werde nicht erfüllt.
Beim Aggregator Rotten Tomatoes bewerteten 40 Prozent der zehn befragten Kritiker den Film positiv, die durchschnittliche Bewertung beträgt 5,7  von möglichen 10. Metacritic vergab 27 von 100 möglichen Punkten, basierend auf sechs Bewertungen.